# Rancho Mirage
Rancho Mirage es una ciudad localizada en el estado de California, en el condado de Riverside (Estados Unidos). Aquí murió en 2006 Gerald Ford, trigésimo octavo presidente de los Estados Unidos.

## Demografía
Según el censo del 2000, la población era de 13.249 habitantes. En 2006 se estimó que la población era de 16.170, un aumento de 3.461 habitantes con respecto al censo del 2000 (26.1%)

## Geografía
De acuerdo con la Oficina del Censo de los Estados Unidos tiene un área de 64,0 km², de los cuales 63,0 km² y 1,0 km² por agua. Rancho Mirage se localiza aproximadamente a 244m del nivel del mar.

## Localidades vecinas
El siguiente diagrama representa a las localidades cercanas en un radio de 16 km alrededor de Rancho Mirage.